# Cheb Rabah
Cheb Rabah (en arabe : الشاب رابح), de son vrai nom Rabah Zerradine, est un chanteur et compositeur de Raï, né le 25 septembre 1962 à Alger, en Algérie.

## Biographie
Cheb Rabah est né à Alger, ses parents, originaires de Belayel près de d'Ighil Ali dans la wilaya de Bejaïa, s'installent, un an après sa naissance, à Oran où il effectuera ses études avant de s’arrêter en deuxième année secondaire. Il s’oriente vers la musique en écumant les salles des fêtes et les complexes touristiques. Après la troupe Les Dreams qu’il constitua au milieu des années 1970 et après la sortie de sa première cassette en 1986,,.
Après s'être séparé de son groupe, il enregistre en 1986 sa première cassette. Il travaillera également comme choriste d'un autre chanteur de Raï, Cheb Mami. Il arrêtera durant trois années avant de reprendre et comptabilisera jusqu’en 1996, 14 enregistrements studio sur cassettes. Il définit son style comme mélange de Raï et de Chaâbi Algérois. Son père apprendra que son fils est chanteur trois ans avant de mourir en 1991,,.
En 1990, Rabah émigre en France et enchaine les petits boulots, et enregistre sporadiquement en studio. Il est coiffeur quand il est engagé comme chanteur sur la bande originale du film Bab El-Oued City de Merzak Allouache, sorti en 1994,. Rabah travaille dans un restaurant et attend toujours la régularisation de sa sitituation sur le sol français, quand il enregistre son dernier album intitulé Ki Nkoune Maâk, produit par Dadouche et Rachid Bahri, plus orienté Musiques du monde musicalement, en décembre 1996,,. La même année, il prend part à la bande originale de Salut Cousin ! de Merzak Allouache, dirigé par Safy Boutella.
En 1998 le producteur Saïd Dadouche produit avec les chanteurs Cheb Rabah, Cheb Kouider Bensaïd et Cheb Tarik un morceau à la gloire du franc-algérien Zinédine Zidane, fraichement vainqueur de la Coupe du monde de football 1998 avec l' Équipe de France de football : «Pour Zidane, explique-t-il, il faut réunir trois chanteurs de raï. Un pour chaque couplet: en français, en arabe et en kabyle.» Le titre ne sortira finalement pas, faute d'autorisations,,.
Ensuite la trace de Cheb Rabah se perd, s'éloignant peu-à-peu du milieu de la musique, il vit entre Tours et Paris.

### Procès
Cheb Rabah accuse Khaled de plagier sa chanson Angui ou Selmi pour son tube Didi. À l'issue du premier procès, le tribunal de grande instance de Paris avait notamment, le 3 avril 2015, condamné Cheb Khaled à restituer à Cheb Rabah les droits d'auteurs perçus pour la composition musicale de l'œuvre "Didi", commercialisée à partir de 1991, au titre de son exploitation dans le monde, mais pour une période postérieure à juin 2003 en raison d'une prescription partielle. Il avait également été condamné à verser au plaignant 100 000 euros de dommages et intérêts en réparation de son préjudice moral, et la même somme en réparation des atteintes à son droit moral d'auteur. L'un et l'autre avaient fait appel,,. Khaled est finalement relaxé dans un arrêt rendu le 13 mai 2016, infirmant le premier jugement, estimant que Cheb Rabah ne prouvait pas que son œuvre, qui pour lui a été copiée, était antérieure à "Didi",,.
En juillet 2015, Cheb Mami est condamné pour plagiat sur 4 chansons dont 3 tirées de l'album Dellali de 2001. Le tribunal de grande instance de Paris a condamné le chanteur et la société d'édition EMI à payer 200 000 euros à Cheb Rabah pour avoir plagié ses textes. Mami a été reconnu coupable d'avoir reproduit au moins en partie, les paroles de chansons écrites par Rabah Zerradine, alias Cheb Rabah, et "porté atteinte aux droits patrimoniaux" de ce dernier. Selon le tribunal, Rabah Zerradine devait être considéré comme étant le seul auteur des quatre chansons Le Raï C'est Chic, Madanite, Ma Vie Deux Fois, Gualbi Gualbi et le coauteur des paroles de Desert Rose, qui pour certaines avaient rencontré un succès mondial au début des années 2000. « Il ne saurait être contesté que Rabah Zerradine a perdu une chance de gagner une notoriété importante du fait du succès des chansons qu'il avait en réalité écrites", écrit le tribunal qui a condamné Cheb Mami et la société EMI à lui payer solidairement 100 000 euros au titre du préjudice moral. Ils sont également condamnés à lui verser 100 000 euros en réparation des atteintes à son droit moral d'auteur.»,,